# Turpinia picardae
Turpinia picardae är en pimpernötsväxtart som beskrevs av Ignatz Urban. Turpinia picardae ingår i släktet Turpinia och familjen pimpernötsväxter. Inga underarter finns listade i Catalogue of Life.